# Menyhárth Gáspár
Menyhárth Gáspár (Ekel, 1868. január 6. – Szeged, 1940. július 30.) jogász, egyetemi tanár, az MTA levelező tagja.

## Életpályája
Kezdetben Kolozsváron volt ügyvéd (1895–1911), ahol 1889-ben egyetemi magántanár lett osztrák magánjogból a Ferenc József Tudományegyetemen. 1911–1920 között kolozsvári, majd 1921-től 1939-ig szegedi egyetemi nyilvános rendes tanár. A Budapestre menekült egyetemen a Jog- és Államtudományi Kar dékánja (1919–1921), majd 1921–1922-ben a már Szegeden működő egyetem rektora. Majd 1927–1928-ban ismét a Jog- és Államtudományi Kar dékánja. Országgyűlési képviselő, a Felsőház tagja (1929–1932). A szegedi Dugonics Társaság és a szintén szegedi Mikes Irodalmi Társaság elnöke volt.

## Munkássága
Tudományterülete az osztrák és a magyar magánjog. Ezt tanította, és szakdolgozatokat, könyveket jelentetett meg ebben a tárgykörben. Elsősorban a családjog és a kötelmi jog területén ért el jelentősebb eredményeket.
1936-tól szerkesztette a Jog című folyóiratot. Munkássága elismeréséül 1937-ben a Magyar Tudományos Akadémia levelező tagjává választotta.
Hetvenedik születésnapján, 1938-ban emlékkönyvvel tisztelegtek előtte.

### Művei
- Az özvegyi jog. (Kolozsvár, 1894)
- A jogcselekmények, különösen az ajándékozás hatálytalanításáról csődön kívül. (Kolozsvár, 1905)
- Dolgozatok a magánjog köréből (Kolozsvár, 1905)
- Az utóöröklésről. Észrevételek a polgári törvénykönyv tervezetére (Jogállam, 1906)
- Telekkönyvi reformok (Jogállam, 1907)
- Az elbirtoklás az osztrák általános polgári törvénykönyv alapján (Kolozsvár, 1910)
- Az atyasági keresetről az osztrák polgári törvénykönyvben (Kolozsvár, 1912)
- Az osztrák általános polgári törvénykönyv. Jelenlegi érvényében (Budapest, 1914)
- Az osztrák általános polgári törvénykönyv magyarázata. I–II. (Budapest, 1914)
- Elévülés és záros határidő. (Kolozsvár, 1917)
- Kötelmi jog. Egyetemi tankönyv (Budapest, 1918)
- A kötelesrész kielégítésének módjáról (Szeged, 1931)
- Fajlagos kötelem (Budapest, 1932)
- Magyar polgári perjog (Budapest, 1934)
- Adalékok az értékpapír fogalmához (Polner Ödön Emlékkönyv. II. Szeged, 1935)
- A családfenntartás elve legújabb jogunkban. Akadémiai székfoglaló is. (Elhangzott: 1938. márc. 14. Acta Universitatis Szegediensis. Sectio Juridico–Politica, 1941)